# Памятник героям Первой мировой войны (Липецк)
Памятник героям Первой мировой войны — памятник, установленный в городе Липецке в год столетия с момента начала Первой мировой войны, посвящённый памяти русских солдат и офицеров, павших в боях этой войны.

## О памятнике

Памятник летом 2020 года

Памятник был создан по инициативе Российского военно-исторического общества и Администрации Липецкой области. Его автором стал народный художник Российской Федерации Александр Иулианович Рукавишников. Торжественное открытие памятника состоялось 8 августа 2014 года на перекрёстке улиц Циолковского и Терешковой в Липецке. В открытии приняли участие руководитель департамента военно-исторического наследия Российского военно-исторического общества Алексей Лебедев, заместитель министра культуры Российской Федерации Алла Манилова и глава администрации Липецкой области Олег Королёв.
Памятник героям Первой мировой войны представляет собой трёхгранную стелу:
Основная идея – что это трёхгранное сечение стелы —  это все-таки ассоциация со штыком должна быть, потому что штык трёхгранный бывает часто. Мне кажется, что стела  попала на место. Не «ломает» город, улицу — не мешает, не портит. Вроде как будто она здесь и былаА. И. Рукавишников.
Высота стелы составляет 19,5 метров. В верхней её части помещена изготовленная из бронзы фигура двуглавого орла, несколько ниже по граням стелы расположены фигуры Георгиевских крестов. У основания стелы её огибает металлический постамент с надписью «Слава героям Великой войны».